# 鄧飛 (水滸傳)
鄧飛，是《水滸傳》人物，蓋天軍襄陽府人氏，因雙眼紅赤，人稱「火眼狻猊」。
楊林和戴宗路過飲馬川時，被鄧飛和孟康截劫，但楊林認出打劫者是舊相識鄧飛，便招鄧飛和飲馬川的好漢都上梁山去了。
在第二次攻打祝家莊時，鄧飛被祝家莊的埋伏捉拿，但宋江打破祝家莊，救出鄧飛。
後隨盧俊義攻陷方臘的杭州獨松關後，再進軍城北，鄧飛為救索超而被方軍石寶一刀殺死。

## 影视形象
- 2011年版《水浒传》：邓飞
- 2012年电影《铁面孔目裴宣》：郁章振